# Hungría en los Juegos Paralímpicos de Tokio 2020
Hungría estuvo representada en los Juegos Paralímpicos de Tokio 2020 por un total de 37 deportistas, 20 mujeres y 17 hombres.

## Medallistas
El equipo paralímpico húngaro obtuvo las siguientes medallas:
| Nombre                                             | Deporte                    | Evento                            |
| -------------------------------------------------- | -------------------------- | --------------------------------- |
| Oro                                                |                            |                                   |
| Luca Ekler                                         | Atletismo                  | Salto de longitud T38 femenino    |
| Amarilla Veres                                     | Esgrima en silla de ruedas | Espada individual A masculino     |
| Fanni Illés                                        | Natación                   | 100 m braza SB4 femenino          |
| Bianka Pap                                         | Natación                   | 100 m espalda S10 femenino        |
| Zsófia Konkoly                                     | Natación                   | 100 m mariposa S9 femenino        |
| Péter Pál Kiss                                     | Piragüismo                 | KL1 masculino                     |
| Péter Pálos                                        | Tenis de mesa              | Individual 11 masculino           |
| Plata                                              |                            |                                   |
| Richárd Osváth                                     | Esgrima en silla de ruedas | Florete individual A masculino    |
| Zsófia Konkoly                                     | Natación                   | 200 m estilos SM9 femenino        |
| Zsófia Konkoly                                     | Natación                   | 400 m libre S9 femenino           |
| Bianka Pap                                         | Natación                   | 200 m estilos SM10 femenino       |
| Bianka Pap                                         | Natación                   | 400 m libre S10 femenino          |
| Bronce                                             |                            |                                   |
| Gyöngyi Dani Zsuzsanna Krajnyák Éva Andrea Hajmási | Esgrima en silla de ruedas | Florete por equipos femenino      |
| Katalin Varga                                      | Piragüismo                 | KL2 femenino                      |
| Alexa Szvitacs                                     | Tenis de mesa              | Individual 9 femenino             |
| Krisztina Dávid                                    | Tiro                       | Pistola de aire 10 m SH1 femenino |